# Neobisium perezi
Espèce
Synonymes
- Neobisium gev Carabajal Márquez, García Carrillo & Rodríguez Fernández, 2011

Neobisium perezi est une espèce de pseudoscorpions de la famille des Neobisiidae.

## Distribution
Cette espèce est endémique d'Andalousie en Espagne. Elle se rencontre à Hornos dans des grottes.

## Description
Le mâle holotype mesure 4,45 mm et la femelle paratype 3,60 mm.

## Systématique et taxinomie
Neobisium gev a été placé en synonymie avec Neobisium perezi par Zaragoza et Pérez en 2013.

## Étymologie
Cette espèce est nommée en l'honneur de Toni Pérez Fernández.

## Publication originale
- Carabajal Márquez, García Carrillo & Rodríguez Fernández, 2011 : Contribution to the catalogue of the pseudoscorpions of Andalucia (Spain) (I) (Arachnida, Pseudoscorpiones). Boletin de la Sociedad Entomológica Aragonesa, vol. 48, no 1, p. 115-128 (texte intégral).